# ドナルドのスープ騒動
『ドナルドのスープ騒動』（ドナルドのスープそうどう、原題：Soup's On）は、ウォルト・ディズニー・プロダクション（現：ウォルト・ディズニー・カンパニー）が製作した1948年10月15日公開のアニメーション短編映画作品。ドナルドダック・シリーズの第80作である。

## あらすじ
ドナルドが夕食の準備を済ますと、甥っ子達のヒューイ、デューイ、ルーイを呼んだ。ところが甥っ子達は、外で遊んでいたために全身泥だらけであった。ドナルドは食べる前にきれいに洗ってくるように言ったが、ちゃんときれいにしていないことに腹を立てて、3人を自分達の部屋に閉じ込めた。
一方のヒューイ、デューイ、ルーイは、なんとしても夕食をありつけたいとあれこれ考えていた。そして3人はある計画を思いつくのであった。

## その他
冒頭、ドナルドが料理をしながら歌っていた歌は、『南部の唄』の挿入歌『ジッパ・ディー・ドゥー・ダー（Zip-a-Dee-Doo-Dah）』。

## スタッフ
- 製作：ウォルト・ディズニー
- 監督：ジャック・ハンナ
- 脚本：ビル・バーグ、ミルト・バンタ
- 音楽：オリバー・ウォレス
- 美術：エール・グレイシー
- 背景：ラルフ・ヒューレット
- 原画：ボブ・チャールソン、ビル・ジャスティス

## キャスト
| キャラクター   | 原語版               | 旧吹き替え版 | 新吹き替え版 |
| -------------- | -------------------- | ------------ | ------------ |
| ドナルドダック | クラレンス・ナッシュ | 関時男       | 山寺宏一     |
| ヒューイ       | クラレンス・ナッシュ | 土井美加     | 坂本千夏     |
| デューイ       | クラレンス・ナッシュ | 後藤真寿美   | 坂本千夏     |
| ルーイ         | クラレンス・ナッシュ | 下川久美子   | 坂本千夏     |
| ナレーター     | -                    | 江原正士     | -            |

## 日本での公開

### 収録
- 『ドナルドダック・クロニクル Vol.3 限定保存版』（DVD、ブエナ・ビスタ・ホーム・エンターテイメント、吹き替えなし）